# Zuid-Amerikaanse zwarte scholekster
De Zuid-Amerikaanse zwarte scholekster (Haematopus ater) is een scholekster die net als alle andere scholekstersoorten behoort tot het genus Haematopus.

## Verspreiding
De vogel komt voor aan rotskusten in Argentinië, Chili, de Falklandeilanden en Peru, ook is de soort als dwaalgast aangetroffen in Uruguay. 

## Status
De grootte van de populatie wordt geschat op tussen de 22.000 en de 120.000 vogels. Op de Rode lijst van de IUCN heeft deze soort de status niet bedreigd.